# بيوس التاسع

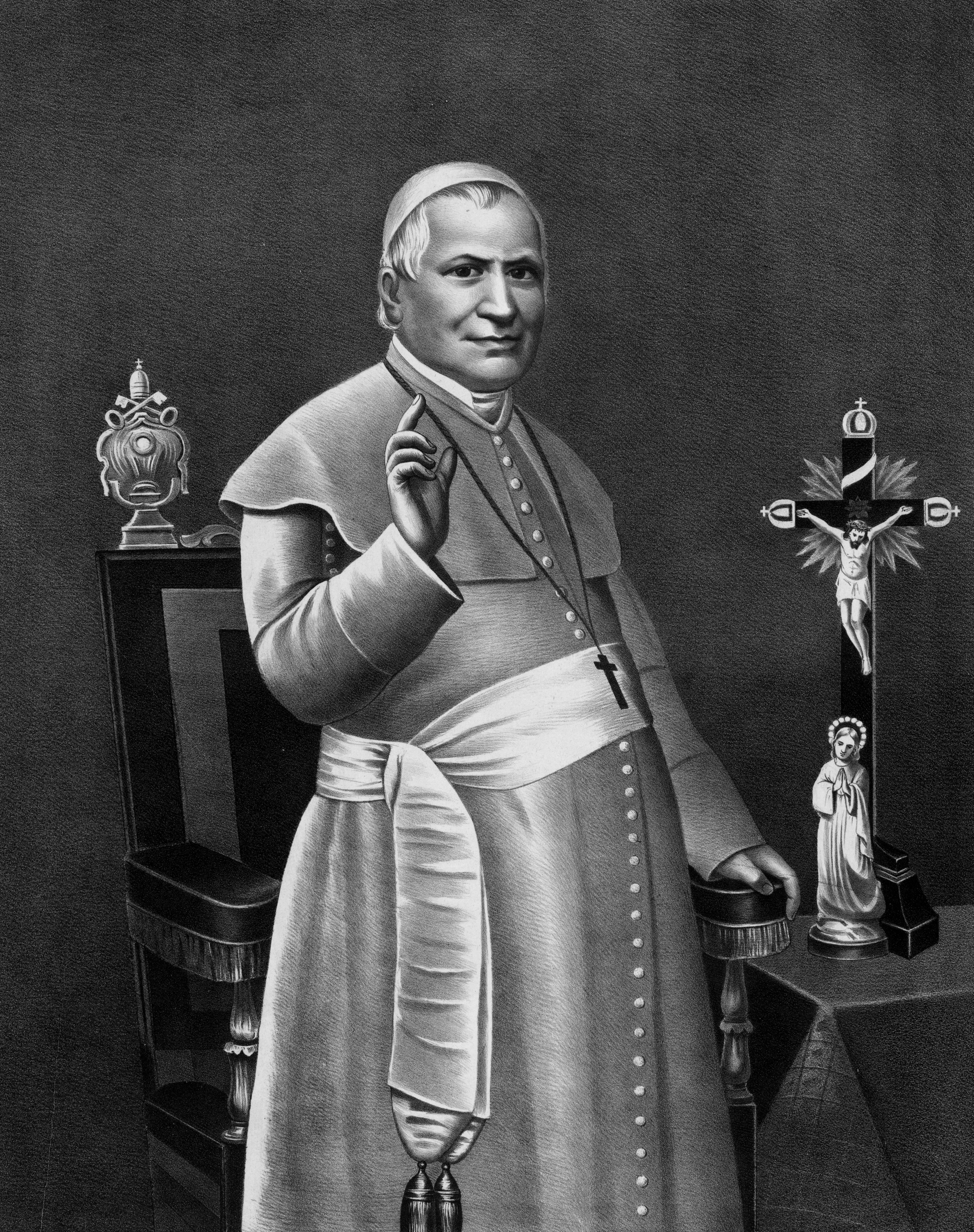
البابا بيوس التاسع

البابا بيوس التاسع المبارك (13 مايو/ أيار 1792 سينيغاليا - 7 فبراير/ شباط 1878) ولد باسم جيوفاني ماريا ماستاي - فيريتي. تعد فترة حكمه الأطول في تاريخ الكنيسة، حيث خدم من 16 يونيو/ حزيران 1846 حتى وفاته، وهي فترة ما يقرب من 32 عاماً. خلال توليه البابوية دعا المجمع الفاتيكاني الأول في عام 1869 والذي أصدر مرسوم العصمة البابوية. حدد البابا عقيدة حمل مريم العذراء بلا دنس، وهذا يعني أن مريم كانت دون خطيئة أصلية وأنها عاشت حياة خالية تماماً من الخطيئة.
في منشوره الذي أرسله إلى أساقفة الكنيسة الكاثوليكية عام 1849، أكد على دور مريم العذراء في الخلاص. في عام 1854، أصدر عقيدة الحبل بلا دنس، معبرًا فيها عن اعتقاد كاثوليكي راسخ بأن مريم، أم الإله، حملت دون ارتكاب خطيئة أصلية. أدان منهج الأخطاء لعام 1864 الليبرالية والحداثة والنسبية الأخلاقية والعلمنة والفصل بين الكنيسة والدولة وغيرها من أفكار التنوير. أعاد بيوس التأكيد بحزم على التعليم الكاثوليكي لصالح ترسيخ العقيدة الكاثوليكية ديانة للدولة حيثما كان ذلك ممكنًا. أسفرت مطالباته بالحصول على الدعم المالي عن إحياء لتبرعات المعروفة باسم بنس بطرس بنجاح. جعل السلطة في الكنيسة متمركزة في يد الكرسي الرسولي والكوريا الرومانية، بينما حدد سلطة البابا العقائدية بوضوح. تُعتبر عقيدة العصمة البابوية الإرث الأبرز الذي خلفه بيوس. طوّب البابا يوحنا بولس الثاني بيوس في عام 2000.

## نشأته والقسيسية
ولد بيوس باسم جيوفاني ماريا ماستاي فيريتي في 13 مايو 1792 في سينيغاليا. هو تاسع طفل مولود لعائلة جيرولامو داي كونتي فيريتي النبيلة وعُمّد في نفس يوم ولادته باسم جيوفاني ماريا باتيستا بيترو بيليغرينو إيسيدورو. تلقى تعليمه في كلية بياريست في فولتيرا وروما. عمل في الحرس النبيل أثناء شبابه، وكان مخطوبًا آنذاك لامرأة إيرلندية، الآنسة فوستر (ابنة أسقف كيلمور)، وتم اتخاذ الترتيبات لإقامة حفل الزفاف في كنيسة سان لويجي دي فرانسيسي. عارض والداه هذا الزواج، فلم يحضر إلى الكنيسة في اليوم المحدد للزواج.
في عام 1814، درس اللاهوت في موطنه سينيغاليا، حيث التقى بالبابا بيوس السابع، الذي عاد بعد أن أسره الفرنسيون. في عام 1815، التحق بالحرس النبيل البابوي ولكنه طُرد من العمل بعد إصابته بنوبة صرع. ألقى بنفسه بائسًا أمام بيوس السابع، الذي ساهم في ارتقائه ودعم دراساته اللاهوتية المستمرة.
أصر البابا على ضرورة وجود كاهن آخر لمساعدة بيوس خلال مراسيم القداس الإلهي، وهو شرط أُلغي في أعقاب انخفاض تواتر هجمات الاحتلال. رُسم بيوس كاهنًا في 10 أبريل 1819. عمل في البداية رئيسًا لمعهد تاتا جيوفاني في روما.
عيّنه بيوس السابع، قبل فترة وجيزة من وفاته، مدققًا لمساعدة النونسيو الرسولي، المونسنيور جيوفاني موزي في أول بعثة متجهة إلى أمريكا الجنوبية بعد الثورة –تلبية لرغبة الزعيم التشيلي برناردو أوهيغينز في جعل البابا يعيد تنظيم الكنيسة الكاثوليكية للجمهورية الجديدة. سعت البعثة إلى تحديد دور الكنيسة الكاثوليكية في تشيلي وعلاقتها بالدولة، ولكن عندما وصلت أخيرًا إلى سانتياغو في مارس 1824، أُطيح بأوهيغينز وحل الجنرال فريري محله، الذي كان عدائيًا تجاه الكنيسة وأمر باتخاذ إجراءات مناهضة لها كالاستيلاء على ممتلكات الكنيسة. عادت البعثة إلى أوروبا مكللة بالفشل. مع ذلك، كان بيوس سيصبح أول بابا في أمريكا. عند عودته إلى روما، عينه خليفة بيوس السابع، البابا ليو الثاني عشر، رئيسًا لمستشفى سان ميشيل في روما (1825-1827) وكاهنًا لكنيسة سانتا ماريا في فيا لاتا.
في عام 1827، عندما كان يبلغ من العمر 35 عامًا، عينه البابا ليو الثاني عشر رئيسًا لأساقفة سبوليتو. في عام 1831، امتدت الثورة الفاشلة التي اندلعت في بارما ومودينا إلى سبوليتو، وتعرض رئيس الأساقفة للقمع ولكنه حصل على عفو عام، ما أكسبه سمعة بأنه ليبرالي. بعد تعرض المنطقة لزلزال، اشتهر بكونه منظمًا فعالًا لأعمال الإغاثة والأعمال الخيرية. نُقل في العام التالي إلى أبرشية إيمولا الأكثر شهرة، وأصبح كاردينالًا في عام 1839، وفي عام 1840 عُيّن كاردينالًا كاهنًا في سانتي مارسيلينو إي بيترو. كما هو الحال في سبوليتو، وضع بيوس تنشئة الكهنة في قائمة أولوياته الأسقفية وذلك من خلال تحسين التعليم وإقامة الجمعيات الخيرية. اشتهر بزيارة السجناء في السجن والعناية بأطفال الشوارع. اعتُبر ليبراليًا خلال فترة أسقفيته في سبوليتو وإيمولا لأنه دعم التغييرات الإدارية في الولايات البابوية وتعاطف مع الحركة القومية في إيطاليا.

## البابوية
في عام 1846، دخل بيوس البابوية وهو كاردينال، في خضم توقعات تكهنت بأن يكون نصيرًا للإصلاح والتحديث في الولايات البابوية، التي حكمها مباشرة، وفي الكنيسة الكاثوليكية بأكملها. أراد مؤيدوه أن يقود معركة استقلال إيطاليا. شكّل تحوله لاحقًا نحو المحافظة مصدر فزع لأنصاره الأصليين، ومصدر دهشة وسعادة للحرس القديم المحافظ.

### الانتخاب
بعد وفاة البابا غريغوري السادس عشر (1831-1846)، عُقد اجتماع المجمع المغلق لانتخاب البابا في عام 1846 في مناخ سياسي غير مستقر داخل إيطاليا. انقسم المجمع المغلق بين اليمين واليسار. فضل المحافظون من اليمين المواقف المتشددة والاستبداد البابوي للبابوية السابقة، بينما أيد الليبراليون الإصلاحات المعتدلة. دعم المحافظون لويجي لامبروشيني، وزير خارجية البابا الراحل. دعم الليبراليون المرشحين: باسكوالي توماسو جيزي وبيوس المعروف باسم ماستاي فيريتي والبالغ من العمر 54 عامًا.
خلال الاقتراع الأول، حصل بيوس على 15 صوتًا، وكانت بقية الأصوات لصالح لامبروشيني وجيزي. حصل لامبروشيني على أغلبية الأصوات في الاقتراع المبكر، ولكنه فشل في تحقيق أغلبية الثلثين المطلوبة. فضلت الحكومة الفرنسية جيزي ولكنه فشل في الحصول على مزيد من الدعم من الكرادلة، وانتهى الأمر بالمجمع المغلق إلى المنافسة بين لامبروشيني وبيوس. في غضون ذلك، ورد أن الكاردينال توماسو بيرنيتي تلقى معلومات تفيد بأن الكاردينال كارل كاجيتان فون غايسروك، رئيس أساقفة ميلانو النمساوي، كان في طريقه إلى المجمع المغلق لاستخدام حق النقض ضد انتخاب بيوس. اعترضت حكومة إمبراطورية النمسا التي يمثل الأمير مترنيش شؤونها الخارجية على احتمال انتخاب بيوس. وفقًا للمؤرخ فاليري بيري، أدرك بيرنيتي أنه يتعين عليه في حال انتخاب بيوس إقناع الكرادلة في غضون ساعات قليلة العدول عن ذلك وانتخاب لامبروشيني أو تقبل النتيجة. أقنع بيرنيتي غالبية الناخبين بتأييد بيوس.
قرر الليبراليون والمعتدلون الإدلاء بأصواتهم لصالح بيوس في خطوة تتعارض مع الرأي العام في جميع أنحاء أوروبا، وذلك في سبيل مواجهة الركود مصحوبًا بتأييد بيرنيتي الذي أقنع المجمع بعدم انتخاب لامبروشيني. في 16 يونيو 1846، بحلول اليوم الثاني من المجمع المغلق، وخلال اقتراع مسائي، انتُخب بيوس ليصبح البابا. وُصف بيوس بأنه «مرشح جاذب ومتحمس وعاطفي يمتلك هبة الصداقة وسجلًا حافلًا بالكرم حتى تجاه المعادين لرجال الدين. كان وطنيًا عُرف بانتقاده لغريغوري السادس عشر.» نظرًا لانتخابه ليلًا، لم يصدر إعلان رسمي واكتُفي فقط بإطلاق إشارة الدخان الأبيض.
في صباح اليوم التالي، أعلن الكاردينال بروتودياكون، توماسو رياريو سفورزا، انتخاب بيوس أمام حشد من الكاثوليك المخلصين. سادت علامات البهجة بعد ظهور بيوس على الشرفة. اختار ماستاي فيريتي اسم بيوس التاسع تكريمًا للبابا بيوس السابع (1800-1823)، الذي أيد دعوته إلى الكهنوت على الرغم من معاناته مع الصرع خلال طفولته. عُرف البابا بيوس التاسع بامتلاك خبرة دبلوماسية قليلة ولا سيما فيما يتعلق بالتجمعات الكورية الرومانية، وهي حقيقة أثارت بعض الجدل. توج بيوس التاسع في 21 يونيو 1846.
أشعل انتخاب بيوس التاسع الليبرالي الكثير من الحماس في أوروبا وغيرها من المناطق. أصبح بيوس التاسع الرجل الأكثر شعبية في شبه الجزيرة الإيطالية خلال العشرين شهرًا التي تلت انتخابه، وكان الناس يهتفون بعبارة «حياة طويلة العمر لبيوس التاسع!». احتفل البروتستانت الإنجليز بانتخاب بيوس باعتباره «صديقًا للنور» ومصلحًا لأوروبا نحو الحرية والتقدم. انتُخب بيوس دون تأثيرات أو ضغوطات سياسية خارجية خلال أفضل سنوات حياته في العطاء. اتسم بكونه تقيًا وتقدميًا وفكريًا ولائقًا وودودًا ومنفتحًا على الجميع.

### إدارة الكنيسة

#### المركزية
لم تكن نهاية الولايات البابوية في «شبه الجزيرة الإيطالية» حول المنطقة الوسطى من روما الحدث الأبرز الوحيد الذي واجهته بابوية بيوس الطويلة. ساهمت قيادته للكنيسة في زيادة إضفاء الطابع المركزي وترسيخ السلطة في روما والبابوية. كانت آرائه وسياساته موضع نقاش حاد، إلا أن أسلوب حياته الشخصي كان مترفعًا عن أي نقد، إذ اعتُبر مثالًا للبساطة والفقر في شؤونه اليومية. استخدم بيوس المنبر البابوي لمخاطبة أساقفة العالم على نحو أكثر مقارنة بأسلافه. يُعتبر المجمع الفاتيكاني الأول (1869-1870)، الذي عقده لتعزيز السلطة البابوية، علامة فارقة ليس فقط في بابويته وإنما في التاريخ الكنسي أجمع من خلال استحداثه لعقيدة العصمة البابوية. 

#### الخلاف مع الكنيسة الكاثوليكية اليونانية الملكية
بعد اختتام المجمع الفاتيكاني الأول، اُرسل مندوب من كوريا الرومانية للحصول على توقيعات البطريرك غريغوري يوسف الثاني وبقية وفد كنيسة الروم الملكيين الكاثوليك الذين صوتوا بالرفض في التجمع العام وغادروا روما قبل اعتماد الدستور الدوغماتي الأول بشأن كنيسة المسيح للعصمة البابوية. وافق غريغوري والأساقفة الملكيون في النهاية على اعتماد الدستور، ولكنهم أضافوا بندًا مُستخدمًا في مجلس فلورنسا يستثني حقوق وامتيازات البطاركة الشرقيين. نتيجة لذلك، نشبت عداوة بين غريغوري وبيوس التاسع، وخلال زيارته التالية للبابا قبل مغادرته روما، وضع بيوس ركبته على كتف البطريرك عندما كان غريغوري راكعًا، وقال له: «أنت صعب المراس!». على الرغم مما حدث، بقي غريغوري والكنيسة الكاثوليكية اليونانية الملكية ملتزمين باتحادهم مع الكرسي الرسولي.

#### الحقوق الكنسية
اتبع بيوس التاسع العديد من السياسات التي تمحور أغلبها حول الدفاع عن حقوق الكنيسة وممارسة الكاثوليك شعائر الدين بحرية في دول مثل روسيا والإمبراطورية العثمانية. حارب كذلك ما اعتبره فلسفات معادية للكاثوليكية في العديد من الدول مثل إيطاليا وألمانيا وفرنسا. في أعقاب الحرب الفرنسية البروسية، سعت الإمبراطورية الألمانية إلى تقييد الكنيسة وإضعافها.

## روابط خارجية
- بيوس التاسع على موقع الموسوعة البريطانية (الإنجليزية)
- بيوس التاسع على موقع ميوزك برينز (الإنجليزية)
- بيوس التاسع على موقع إن إن دي بي (الإنجليزية)